# Dewetsdorp
Dewetsdorp – miasteczko w Wolnym Państwie położone niedaleko granicy z Lesotho. 
Dewetsdorp został założony przez Jacobusa De Weta, ojca burskiego generała Christiaana de Weta na farmie Kareefontein, bez formalnej akceptacji parlamentu Republiki Południowoafrykańskiej – Volksraadu. Ostatecznie Dewetsdorp zostało prawnie uznany w 1880 roku, a w 1890 otrzymał prawa miejskie.
Podczas II wojny burskiej po zdobyciu przez Burów Bloemfontein w mieście stacjonował garnizon wojsk brytyjskich. 19 listopada 1900 roku generał Christiaan Rudolf de Wet zaatakował garnizon dowodzony przez majora W.G. Massy'ego, który poddał się Burom cztery dni później.  
W centrum miasteczka naprzeciwko lokalnego Holenderskiego Kościoła Reformowanego znajduje się Twin Memorial Monument upamiętniający bliźniaków – obywateli Wolnego Państwa Orania, którzy zginęli w II wojnie burskiej. 

W mieście łączą się drogi R702 i R717. Miasto znajduje się w odległości 68 km od Bloemfontein, i 107 km od stolicy Lesotho, Maseru. 

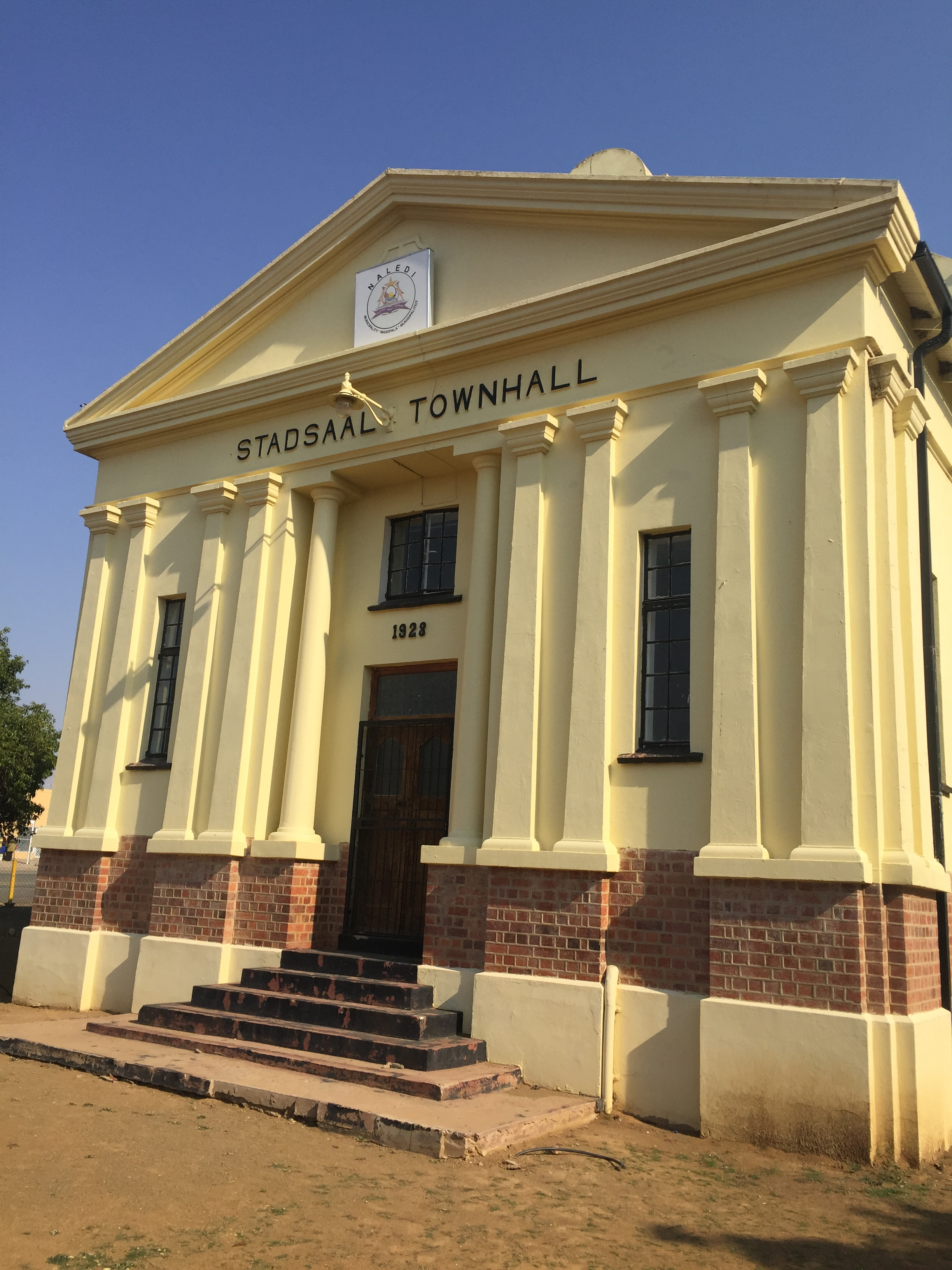
Ratusz miasta
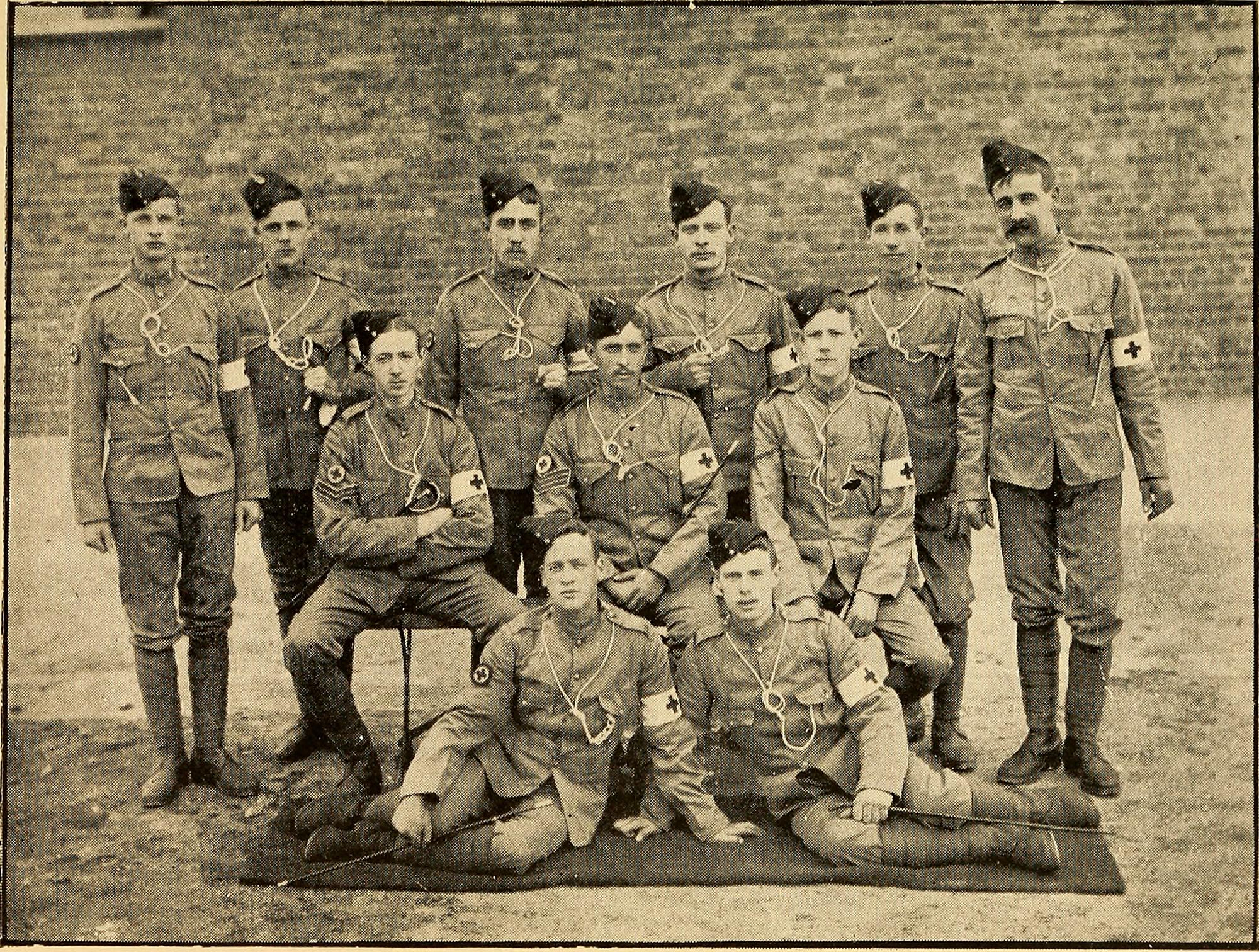
Zdjęcie Wojskowego Korpusu Wojsk Królewskich, 1907 rok